# Otto Geißler

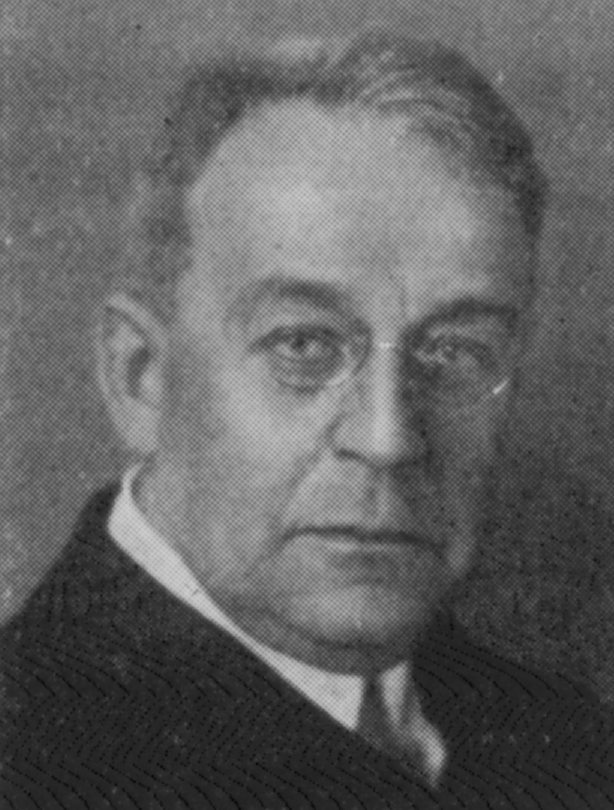
Otto Geißler

Otto Geißler (* 27. Mai 1872 in Luckenwalde; † 2. Juli 1939 in Wernigerode) war ein deutscher Wasserbauingenieur und Hochschullehrer an der TH Hannover. 

## Leben
Geißler verließ das Gymnasium ohne Abitur und erwarb sich wasserbautechnische Kenntnisse als Autodidakt. 1901 bis 1906 war er Leiter des Berliner Zweigbüros der Allgemeinen Städtereinigungsgesellschaft in Wiesbaden, später beratender Ingenieur, ab 1908 in Berlin-Nikolassee. Ohne formale Qualifikation wurde er 1922 dennoch als Hochschullehrer berufen. Er lehrte an der TH Hannover Wasserwirtschaft und Kulturbauwesen bis 1934. Daneben war er verantwortlich für große Projekte wie das Wasserwerk in Misburg. Ein Aufnahmeantrag in die NSDAP wurde 1933 abgelehnt. Im November 1933 unterzeichnete er das Bekenntnis der deutschen Professoren zu Adolf Hitler. 1934 wurde er vorzeitig pensioniert, nachdem er, ohne ein Gegner des NS-Staates zu sein, von nationalsozialistischer Seite diffamiert worden war. Dabei spielten auch seine zahlreichen Bauaufträge in Nebentätigkeit und sein Bestehen auf der fachlichen Qualität von Prüfungen eine Rolle.

## Schriften
- Wasser- und Gasanlagen. Handbuch der Wasserbeschaffung, Bewässerung, Entwässerung und Gasbeleuchtung, Jänecke, Hannover 1902
- Wasserversorgung und Entwässerung der Gemeinden, Verlag Der Wasser und Wegebau, 1905
- Untersuchungen und Vorschläge zum Regeln und Nutzen der Wasserabflüsse im Holtemmegebiet, Hannover 1927
- Über die Wasserversorgung von Hannover, Hannover 1929
- Über die Fernwasserleitungen von der Sösesperre bis nach Hannover, Hannover 1930

## Einzelbelege
1. ↑  Jung, S. 93–103

| Personendaten    | Personendaten                                                       |
| ---------------- | ------------------------------------------------------------------- |
| NAME             | Geißler, Otto                                                       |
| ALTERNATIVNAMEN  | Geissler, Otto                                                      |
| KURZBESCHREIBUNG | deutscher Wasserbauingenieur und Hochschullehrer an der TH Hannover |
| GEBURTSDATUM     | 27. Mai 1872                                                        |
| GEBURTSORT       | Luckenwalde                                                         |
| STERBEDATUM      | 2. Juli 1939                                                        |
| STERBEORT        | Wernigerode                                                         |